# John King (Entdecker)
John King (* 5. Dezember 1838 oder 1841 in County Tyrone, Irland; † 15. Januar 1872, St. Kilda, Australien) war ein Soldat und Entdecker. Er nahm an der Expedition von Burke und Wills in Australien teil, die in einem Fiasko endete. 

## Frühes Leben
John King war der Sohn von Henry King, einem Soldaten der Highlander. Er besuchte die Hibernian School in Dublin und trat im Alter von 14 Jahren in die britische Armee ein. Er wurde nach Indien versetzt. Dort traf er im Jahre 1859 George James Landells, der Kamele für die Burke-Wills-Expedition in Indien aussuchte. Landells warb King an, der daraufhin die Armee verließ. 

## Expedition mit Burke und Wills

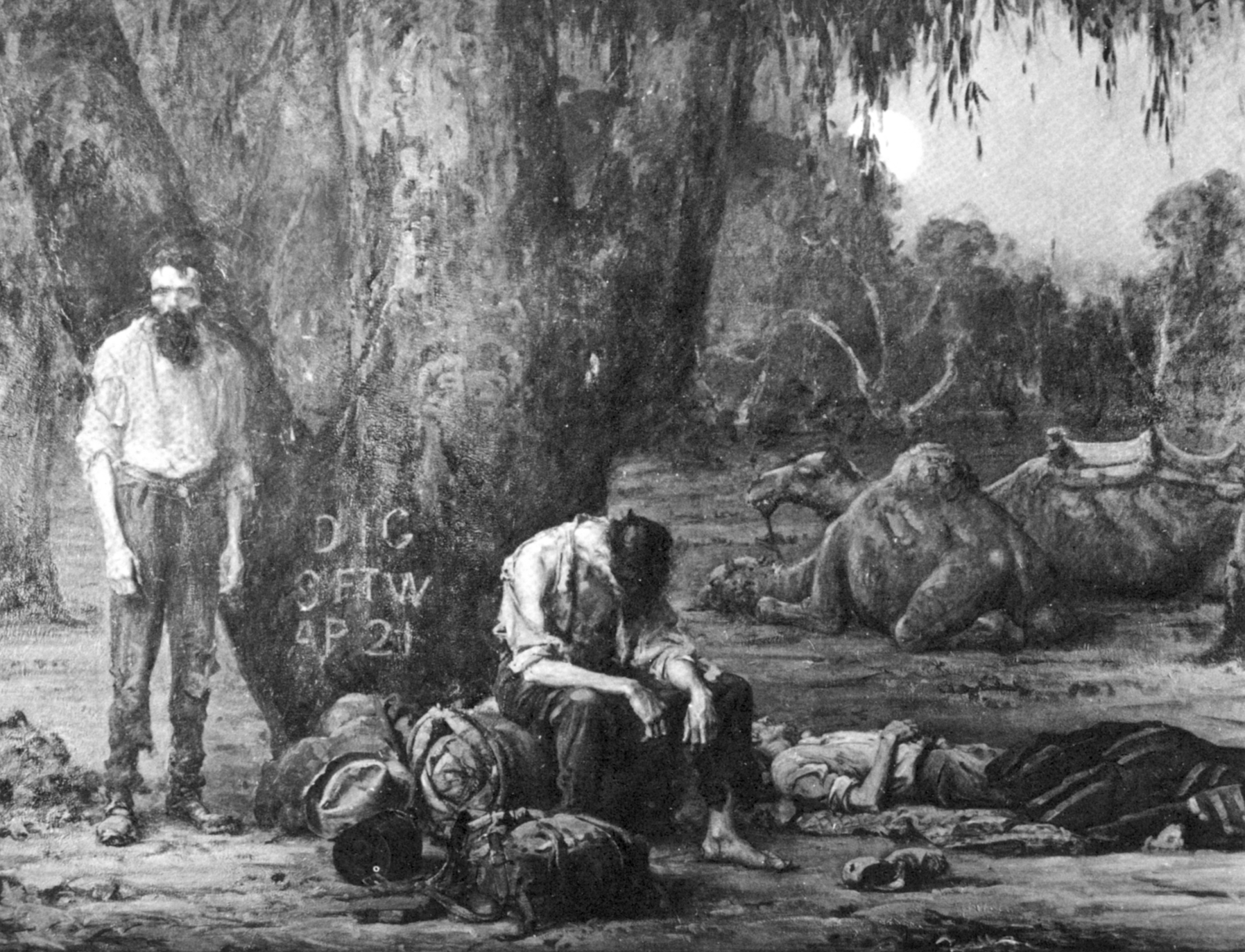
Burke, Wills und King treffen am Cooper Creek ein – Ölgemälde von John Longstaff (1907)

Die Burke-Wills-Expedition startete am 20. August 1860 in Melbourne auf der Suche nach einem Landweg zum Golf von Carpentaria. Die Expedition erreichte im frühen Oktober Menindee, wo Landells die Expedition nicht weiter begleitete. King übernahm dessen Aufgabe als Kameltreiber zum Cooper Creek, den sie am 11. November erreichten und dort das Camp LXV aufbauten. Eine kleine Gruppe von Robert O’Hara Burke, William John Wills, John King und Charley Gray machte sich auf den Weg zum Golf von Carpentaria, die restliche Mannschaft blieb am Cooper Creek zurück. Sie bildete dort ein Depot und wartete 18 Wochen auf die Rückkehr der vier Expeditionsmitglieder.
Die vier Männer brachen am 16. Dezember 1860 mit sechs Kamelen und einem Pferd auf und erreichten am 11. Februar 1861 den Flinders River. Dort gaben sie, lediglich elf Kilometer von ihrem Ziel entfernt, auf und kehrten um. Auf ihrem Rückweg zum Cooper Creek verloren sie vier Kamele und das Pferd. Am 17. April starb Gray. Als sie vier Tage später am Abend um 7.30 Uhr das Lager LXV erreichten, war es verlassen. Die zurückgebliebene Mannschaft hatte neun Stunden zuvor das Lager verlassen. 
Mit den geschwächten Kamelen waren sie nicht in der Lage die Mannschaft einzuholen und in dem Depot war wenig Verpflegung zurückgeblieben. Deshalb entschlossen sich die drei Entdecker zum Mount Hopeless zu gehen, der etwa 240 km entfernt war. In dem ariden Gelände irrten sie zwei Monate umher und im Juni starb Wills. Burke und King liefen noch weitere zwei Tage weiter, bis Burke vor Erschöpfung starb. King blieb zwei Tage bei der Leiche, bis er stromabwärts zum Breerily-Wasserloch zurückkehrte.  
Die Rettungsexpedition unter Führung des Naturforschers Alfred William Howitt fand King am 15. September lebend bei den Aborigines der Yandruwandha, denen er sein Leben zu verdanken hatte.

## Rückkehr

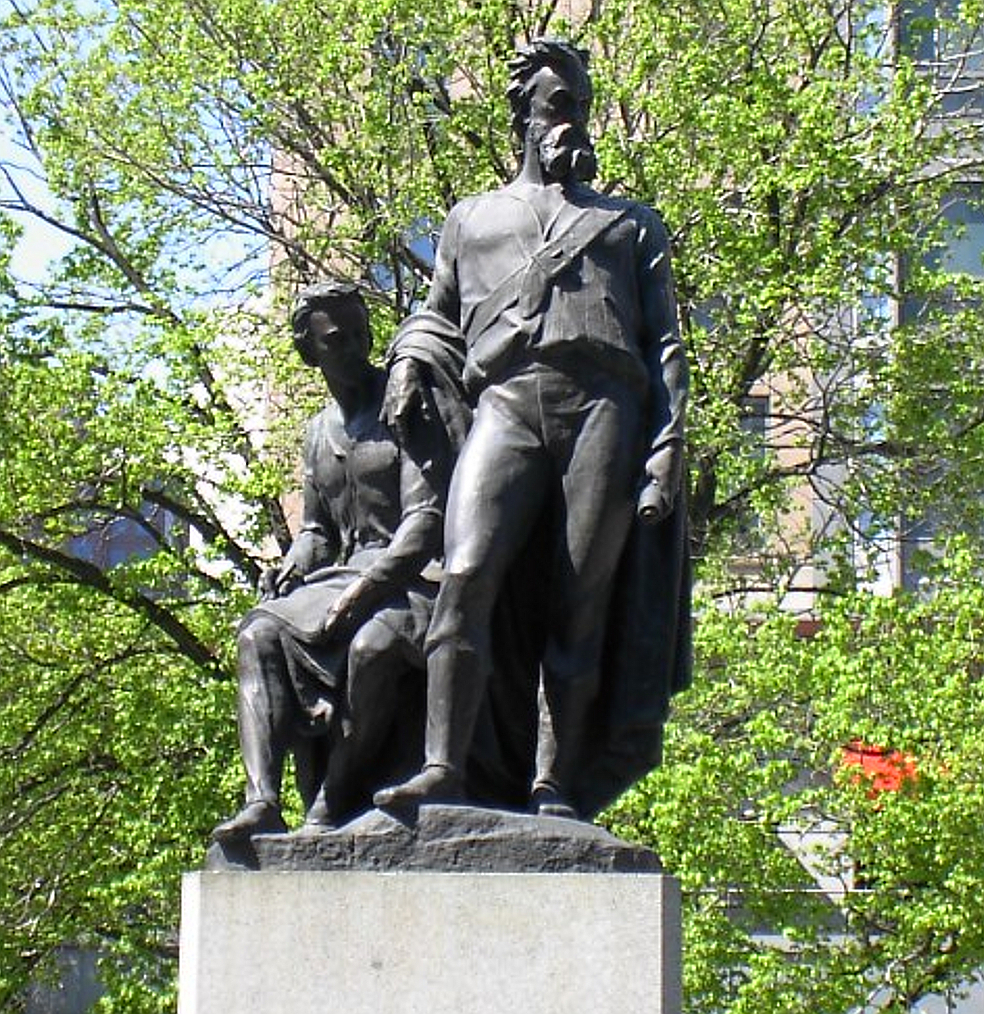
Burke und Wills-Statue an der Kreuzung von Collins- und Swanstonstraße in Melbourne

Die Rückkehr von King am 29. November 1861 in Melbourne fand großes Interesse und er wurde wie ein Held gefeiert. Eine königliche Kommission wurde zur Aufklärung des Scheiterns eingesetzt. Sie stellte fest, dass die Expedition schlecht geführt wurde und durch unglückliche Umstände im Fiasko endete. Eine Schuld von King konnte nicht festgestellt werden. Er erhielt für seine Leistung eine goldene Uhr und eine Leibrente von £180 im Jahr. 
John King war vier Jahre nach der Expedition anlässlich der Enthüllung der Burke und Wills-Statue am 21. April 1865 in Melbourne anwesend. Ansonsten lebte er zurückgezogen mit seiner Schwester, bis er am 22. August 1871 die Witwe Mary Richmond heiratete. King beteiligte sich an keiner weiteren Expedition oder öffentlichen Veranstaltung. Er verstarb 1872 im Alter von 33 Jahren an Tuberkulose und wurde auf dem Zentralfriedhof von Melbourne beigesetzt.